# Monolit Charków
Monolit Charków (ukr. Міні-Футбольний Клуб «Моноліт» Харків, Mini-Futbolnyj Kłub "Monolit" Charkiw) – ukraiński klub futsalu z siedzibą w Charkowie, występujący w futsalowej Ekstra-lidze Ukrainy.

## Historia
Chronologia nazw:
- 2005–2006: Interbud Charków (ukr. «Інтербуд» Харків)
- 2006–200?: ŻBK-5 Charków (ukr. «ЖБК-5» Харків)
- 200?–...: Monolit Charków (ukr. «Моноліт» Харків)

Klub futsalowy Interbud Charków został założony w 2005 roku. Drużyna uczestniczyła w rozgrywkach regionalnych. W 2006 zmieniła nazwę na ŻBK-5 Charków
W pierwszym sezonie 2006/07 roku klub debiutował w Pierwszej Lidze, gdzie zajął 3.miejsce. W następnym sezonie 2007/08 klub ponownie zajął 3.miejsce i awansował do Wyższej Ligi.
W 2009 roku klub osiągnął swój pierwszy najwyższy sukces - został finalistą Pucharu Ukrainy.
Obecnie gra w najwyższej klasie rozgrywek ukraińskiego futsalu.

## Sukcesy
Sukcesy krajowe
- Mistrzostwo Ukrainy:
  - 6 miejsce (1x): 2010/11
- Puchar Ukrainy:
  - półfinalista (1x): 2008/09

## Hala
Drużyna rozgrywa swoje mecze w Hali SportKompleksu "Karazinski", znajdującej się przy ul. Otokara Jarosza 14 w Charkowie.